# Гардън Гроув (Калифорния)
Гардън Гроув (на английски: Гардън Гроув в превод „Градинска дъбрава“) е град в окръг Ориндж в щата Калифорния, САЩ.
Гардън Гроув е с население от 165 196 жители (2000) и обща площ от 46,70 км² (18 мили²).

## Личности
- Стийв Мартин, актьор